# Chromatomyia mimuli
Chromatomyia mimuli este o specie de muște din genul Chromatomyia, familia Agromyzidae, descrisă de Spencer în anul 1981. Conform Catalogue of Life specia Chromatomyia mimuli nu are subspecii cunoscute.